# Kenneth Clark (Kunsthistoriker)

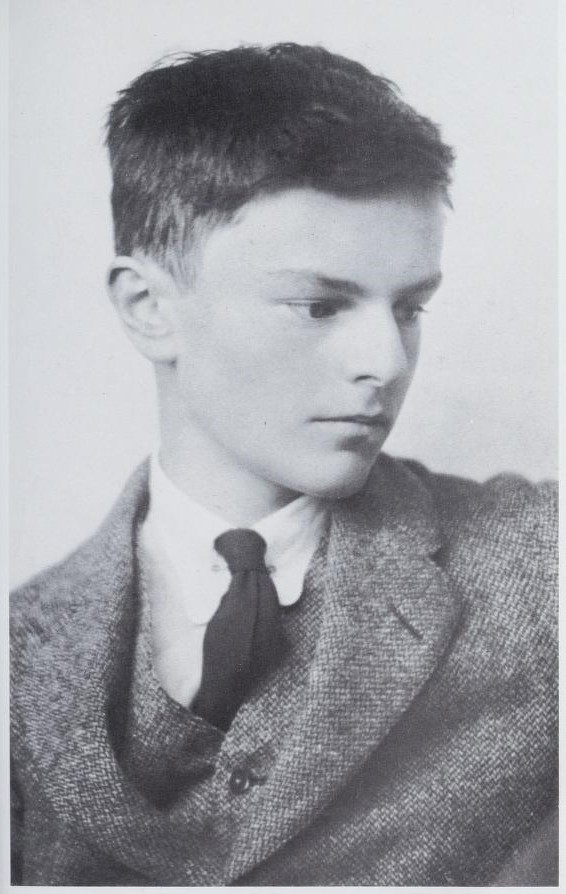
Kenneth Clark um 1918

Kenneth MacKenzie Clark, Baron Clark (* 13. Juli 1903 in London; † 21. Mai 1983 in Hythe, Kent) war ein britischer Kunsthistoriker, Museumsdirektor und Autor. In Großbritannien gehörte Clark durch die Fernsehserie Civilisation, die er 1969 für die BBC schrieb, produzierte und im Fernsehen präsentierte, zu den bekanntesten Kunsthistorikern seiner Zeit.

## Leben
Kenneth Clark wurde als Sohn von Kenneth MacKenzie Clark und Alice McArthur in eine wohlhabende Familie schottischer Textilfabrikanten geboren. Er studierte am Winchester College und am Trinity College der Universität Oxford. 1927 heiratete er seine Studienkollegin Elizabeth Jane Martin, das Paar hatte drei Kinder: Alan Clark, Colin und Colette.
Nach ihrem Tod 1976 war er noch verheiratet mit Nolwen de Janzé (1922–1989), geschiedene Lionel Armand-Delille (1913–2007), verwitwete Edward Denis Rice (1899–1973).

## Karriere
Clark wurde von dem einflussreichen amerikanischen Kunstkritiker Bernard Berenson gefördert, für den er zwei Jahre in italienischen Museen und in Berensons Bibliothek der Villa I Tatti in Fiesole arbeitete. In der britischen Kunstszene wurde er schon bald als Fachmann anerkannt. Er gab 1932 das bedeutende emanzipatorische Kunstwerk Tafelservice berühmter Frauen bei Vanessa Bell und Duncan Grant, zwei Künstlern der Bloomsbury Group in Auftrag. Nach einer ersten Anstellung als Kurator im Oxforder Ashmolean Museum wurde er 1933 im Alter von erst 30 Jahren als Direktor der National Gallery in London berufen – als bislang jüngster Museumsdirektor, der dieses renommierte Museum jemals geleitet hat. Im folgenden Jahr wurde er Kurator der Royal Collection, ein Amt, das er bis 1945 bekleidete. Als Direktor der National Gallery war er für die Evakuierung der Sammlung in ein Bergwerk nach Wales zum Schutz vor den deutschen Luftangriffen auf London während des Zweiten Weltkriegs verantwortlich.
Trotz seiner grundsätzlich distanzierten Einstellung zur zeitgenössischen Kunst förderte er Henry Moore und Graham Sutherland. 1945 gab er das Direktorenamt auf, um sich seiner schriftstellerischen Tätigkeit widmen zu können. Zwischen 1946 und 1950 lehrte er Kunstgeschichte an der Universität Oxford. Dort bekleidete er 1961 die Slade-Professur, deren erster Inhaber John Ruskin war, und auf die ihm 1962 Anthony Blunt folgte.

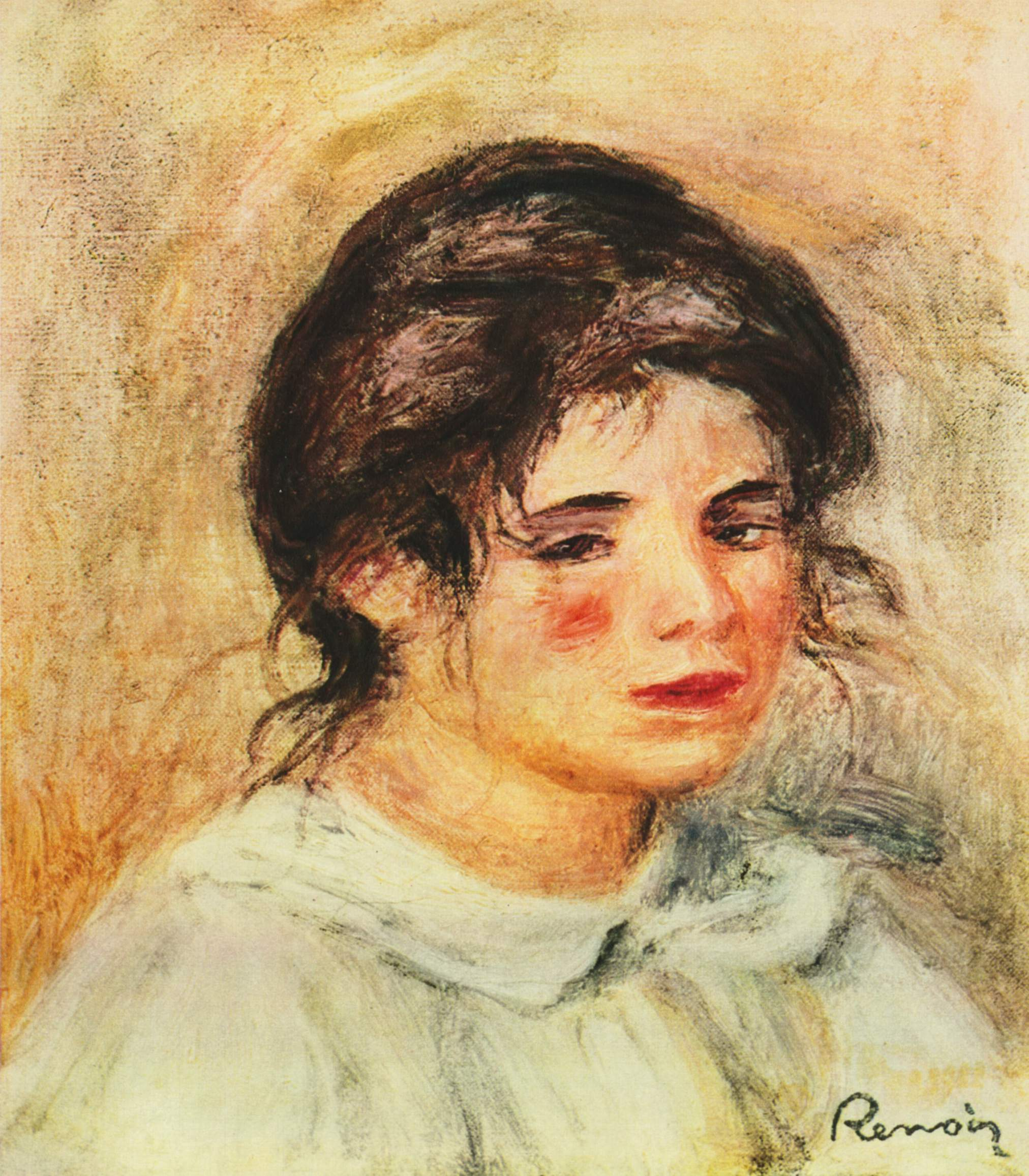
In der Sammlung Clark:
Pierre-Auguste Renoir: Porträt der Gabrielle

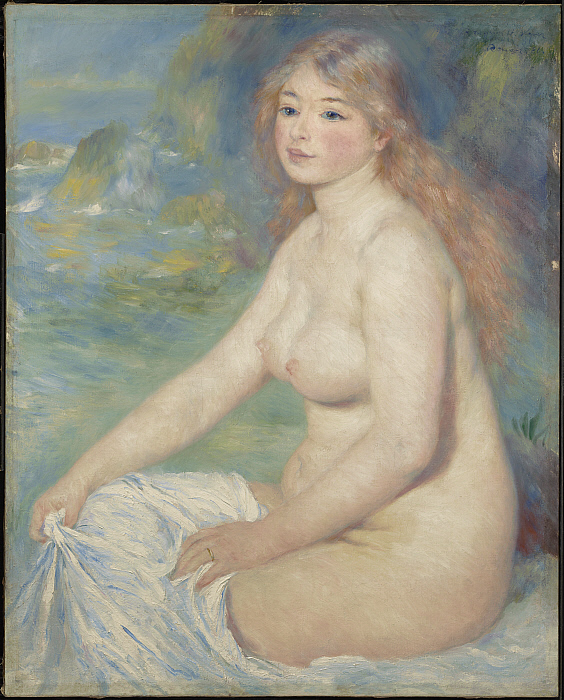
In der Sammlung Clark:
Pierre-Auguste Renoir: Baigneuse blonde

Clark war Kunstsammler, seine Sammlung wurde 1984 bei Sotheby’s versteigert. Von den modernen Künstlern förderte er auch Victor Pasmore, Ben Nicholson und John Piper. Er besaß ein Hauptwerk von Samuel Palmer und von Joseph Mallord William Turner das Bild Seascape: Folkestone. Er kaufte in der Zeit der Depression, als die Kunstpreise niedrig waren, Bilder von Pierre-Auguste Renoir, Paul Cézanne, Georges Seurat, Camille Pissarro und Edgar Degas. Die Bloomsbury-Künstler Duncan Grant und Vanessa Bell erstellten für ihn ein Essservice mit 48 individuellen Frauenporträts.
Clark wurde mit mehreren britischen Orden ausgezeichnet. 1969 wurde er mit dem Titel Baron Clark, of Saltwood in the County of Kent, als Life Peer in den Adelsstand erhoben und war dadurch auch bis zu seinem Tod Mitglied des House of Lords. 1949 wurde er Mitglied (Fellow) der British Academy. 1964 wurde er in die American Academy of Arts and Sciences und 1972 als auswärtiges Ehrenmitglied in die American Academy of Arts and Letters gewählt. 1973 wurde er als auswärtiges Mitglied in die Académie des Beaux-Arts aufgenommen.

## Clark und das Fernsehen
Clarks außerordentliche Popularität in Großbritannien, die ihm die Ehre von Auftritten in Monty Pythons "Flying Circus" einbrachte, verdankt er seiner Tätigkeit für das britische Fernsehen. Clark verstand es, komplexe historische und kulturelle Zusammenhänge einem breiten Publikum zugänglich und verständlich zu machen.
Seine Tätigkeit für das britische Fernsehen begann 1954 mit der Gründung der Independent Television Authority, an der Clark beteiligt war. 1967 wechselte er zur Konkurrenz, der BBC, für die er die äußerst erfolgreiche und populäre Serie Civilisation konzipierte.
Civilisation, mit vollständigem Titel Civilisation: A Personal View by Kenneth Clark, war eine Fernsehdokumentation über die Geschichte der abendländischen Kunst, Architektur und Philosophie von ihren ersten Anfängen an, sie endet vor der Entstehung der Abstrakten Kunst. Die Serie wurde von der BBC produziert und ab 1969 ausgestrahlt. Clark schrieb die Texte, moderierte die einzelnen Sendungen und verfasste ein Begleitbuch. Die Serie gilt als ein Höhepunkt in der Geschichte der BBC. Nach seinen eigenen Aussagen sollte die Sendung eine Antwort auf die wachsende Kritik an der westlichen Kultur und am westlichen Wertesystem sein. Clark sah sich als Individualist, als Vertreter des abendländischen Humanismus und lehnte den Marxismus vehement ab. Den Studentenunruhen der 1968er in Frankreich begegnete er distanziert und sprach das in der 12. Folge der Civilisation auch deutlich aus.

## Schriften
- Catalogue of the Drawings by Leonardo da Vinci in the Collection of HM King at Windsor Castle. 2 Bände. 1935.
- Leonardo da Vinci: An Account of his development as an Artist. Mit einer Einleitung von Martin Kemp. 1939. Neuausgabe: London 1990.
- Florentine Painting: The Fifteenth Century. 1945.
- Piero della Francesca. 1951. Neuausgabe: Oxford 1981.
- Landscape into Art. 1949. (Text nach den Slade Lectures.)
- Moments of Vision. Clarendon Press, Oxford 1954.
- The Nude. A study in ideal form. 1956.
  - Das Nackte in der Kunst, Phaidon, Köln 1958.
- Looking at Pictures. 1960.
- Ruskin Today. 1964.
- Rembrandt and the Italian Renaissance. 1966.
- mit Carlo Pedretti: The Drawings by Leonardo da Vinci in the Collection of HM Queen at Windsor Castle.3 Bände. 1968/1969.
- Civilisation: A Personal View. 1969. (Buch zu der gleichnamigen Fernsehserie, deutsche Übersetzung: Glorie des Abendlandes. Von den Gedanken, Bauten, Büchern, Kunstwerken und Genies unserer Zivilisation. Rowohlt, Reinbek 1977, ISBN 3-498-09058-5).
- Blake and Visionary Art. 1973.
- The Romantic Rebellion. Romantic versus classic art. London 1986.
- Another Part of the Wood. A Self Portrait. Autobiografie. 1974, ISBN 0-340-20811-2.
- Animals and Men. 1977.
- The Other Half. Autobiografie. 1977.
- What is a Masterpiece? 1979.
- Feminine Beauty. 1980.
- DuMonts Handbuch der keramischen Techniken für Handwerk und künstliches Gestalten. Übers. von Dieter Kuhaupt. DuMont, Köln 1985, ISBN 3-7701-1694-1.
- Sandro Botticellis Zeichnungen zu Dantes Göttlicher Komödie. Nach den Originalen in den Berliner Museen und im Vatikan. Bergisch Gladbach 1997.

## Ausstellungen
- 2014: Kenneth Clark, Tate Britain, London[4].